# Palanifnittertrast
Palanifnittertrast (Montecincla fairbanki) är en fåtalig och mycket lokal fågelart i familjen fnittertrastar som enbart förekommer i sydvästra Indien.

## Utseende
Palanifnittertrasten är en liten (20,5 cm) fnittertrast. Ovansidan är olivbrun med vitt ögonbrynsstreck, gråstreckat vitaktigt bröst och rost- till kastanjebrunt på nedre delen av undersidan. Den är mycket lik ashambufnittertrasten (tidigare behandlad som en underart, se nedan) men denna skiljer sig genom mer vitt på buk och undergump, tydligt grått och vitt på bröstet (palanifnittertrasten har otydliga grå och bruna streck) och endast ett kort ögonbrynsstreck. Den har vidare ljusare och mindre kontrasterande hjässa samt kallare grå ovansida.

## Utbredning och systematik
Arten förekommer i södra Indien i bergsområdena Palani och Anaimalai i norra Kerala. Tidigare behandlades ashambufnittertrast (Montecincla meridionalis) som en underart till fairbanki, då under det svenska namnet keralafnittertrast, och vissa gör det fortfarande. Den urskiljs numera dock vanligast som egen art efter studier.

### Släktestillhörighet
Palanifnittertrasten och ytterligare tre nära släktingar, alla förekommande i södra Indien, inkluderades tidigare i Trochalopteron eller i Garrulax när den förra inkluderades i den senare. Genetiska studier har dock visat att arterna i släktet står närmare exempelvis prakttimalior (Liocichla) och sångtimalior (Leiothrix) och lyfts därför numera vanligen ut till det nyskapade släktet Montecincla.

## Status
Palanifnittertrasten har ett litet utbredningsområde och tros minska i antal till följd av habitatförlust. Dock verkar den kunna anpassa sig till att leva även i degraderade miljöer. Internationella naturvårdsunionen IUCN kategoriserar därför arten som nära hotad.

## Namn
Fågelns vetenskapliga artnamn hedrar Samuel Bacon Fairbank (1822-1898), en amerikansk missionär till Indien 1846-1898.